# Лернер, Николай Осипович
Николай Осипович Лернер (19 ноября [1 декабря] 1877, Одесса — 14 октября 1934, Ленинград) — русский и советский литературовед, историк литературы и пушкинист.

## Биография
Родился 19 ноября (по старому стилю) 1877 года в Одессе. Сын еврейского писателя и историка (на идише и иврите), сотрудника редакции «Одесского вестника», новгород-волынского мещанина Осипа Михайловича (Иосифа Иегуды, Иосифа-Лейба) Лернера (1849, Бердичев — 1907, Одесса), руководителя театральной «труппы Лернера» в Одессе. Мать — одна из первых женщин-литераторов на идише Мария Лернер (урождённая Марьям Рабинович; 1860—1927), прозаик и драматург. Сёстры — пианистка Тина Лернер (1889—?) и певица Вера Лернер (28 июля 1879, Одесса — ?).
Окончил юридический факультет Императорского Новороссийского университета, работал присяжным поверенным. Сотрудничал в исторических и литературных журналах.
Автор многих работ об Александре Пушкине: книг «А. С. Пушкин. Труды и дни», 1903 (второе издание — «Труды и дни Пушкина», 1910), «Проза Пушкина» (1922) и «Рассказы о Пушкине» (1929), статей, комментариев к стихам. За книгу «Труды и дни Пушкина» получил полную премию Лицейского Пушкинского общества.
Кроме этого Лернер написал статьи о Виссарионе Белинском, Петре Чаадаеве, Аполлоне Григорьеве, Николае Лескове, Афанасии Фете
18 марта 1931 арестован по обвинению в контрреволюционной агитации, а также скупке и нелегальной переправке музейных ценностей за границу. 29 марта дело прекращено, обвинения сняты. Освобождён 13 мая 1931.